# Sunette Viljoen

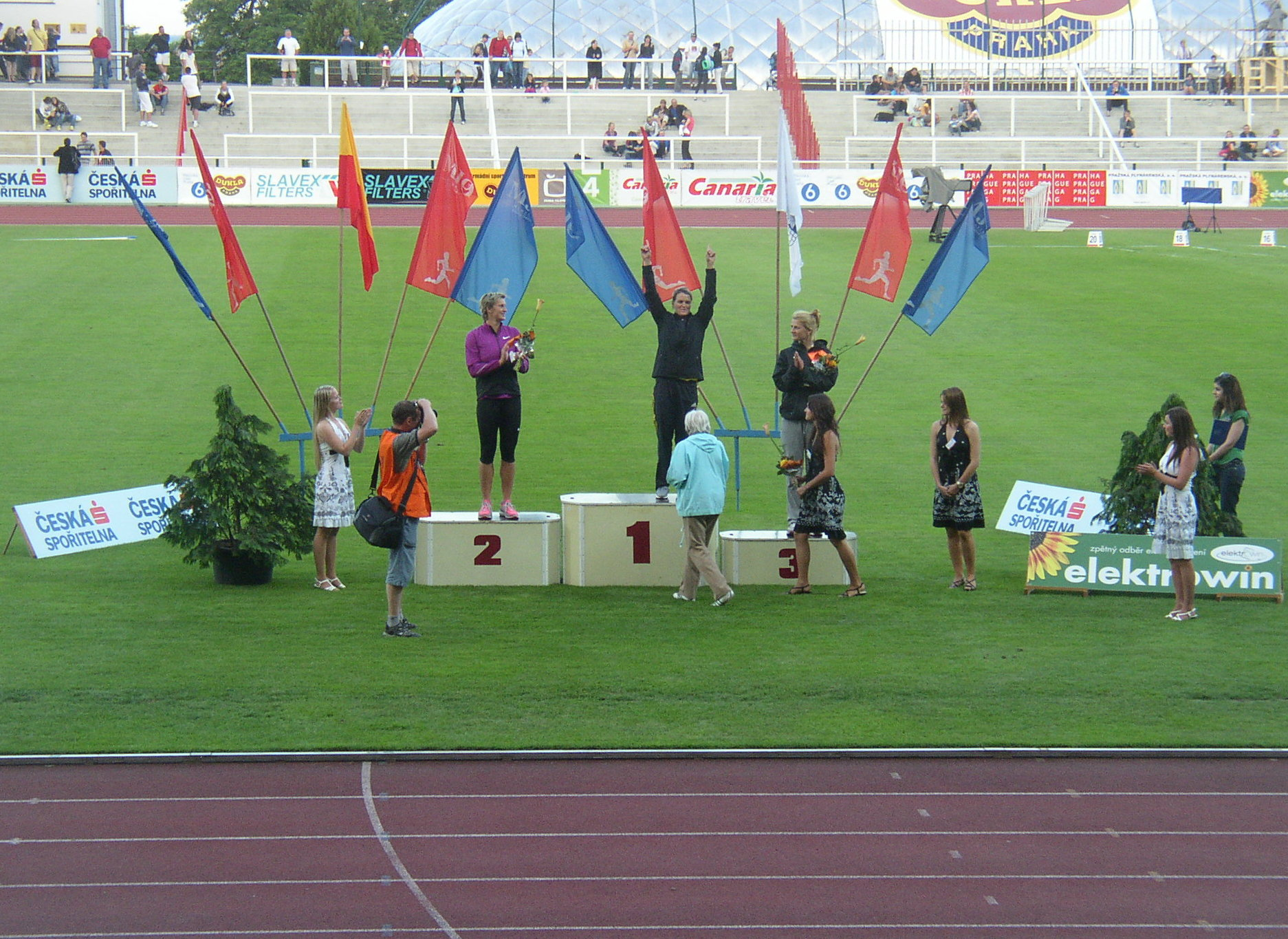
Sunette Viljoen na najwyższym stopniu podium podczas memoriał Josefa Odložila w Pradze (2010)

Sunette Viljoen (ur. 6 października 1983 w Johannesburgu) – południowoafrykańska lekkoatletka specjalizująca się w rzucie oszczepem.
Trzykrotna mistrzyni Afryki (2004, 2008 i 2010). W 2003 i w 2007 zdobywała brązowe krążki igrzysk afrykańskich. Złota medalistka igrzysk wspólnoty narodów w Melbourne (2006). Trzy razy uczestniczyła w igrzyskach olimpijskich – Ateny 2004 (z wynikiem 54,45 nie awansowała do finału), Pekin 2008 oraz Londyn 2012. Uczestniczka mistrzostw świata w 2003 roku – w Paryżu uzyskała rezultat 56,78 i swój udział w zawodach zakończyła na eliminacjach. Sześć lat później, w Berlinie w roku 2009, ponownie bez powodzenia startowała w mistrzostwach globu. Mistrzyni uniwersjady z 2009 roku. W 2010 obroniła złoto igrzysk Wspólnoty Narodów. Ustawiając rekord Afryki wygrała w 2011, drugi raz z rzędu, uniwersjadę. Brązowa medalistka mistrzostw świata w Daegu (2011). W 2014 sięgnęła po srebro na igrzyskach Wspólnoty Narodów. Wielokrotna mistrzyni Republiki Południowej Afryki. Na mistrzostwach świata w Pekinie zdobyła brązowy medal. Mistrzyni Afryki z Durbanu oraz brązowa medalistka igrzysk olimpijskich w Rio de Janeiro (2016).
Rekord życiowy: 69,35 (9 czerwca 2012, Nowy Jork), wynik ten jest aktualnym rekordem Afryki i siódmym wynikiem w historii światowej lekkoatletyki.

## Osiągnięcia
| Rok  | Impreza                    | Miejsce        | Lokata            | Wynik |
| ---- | -------------------------- | -------------- | ----------------- | ----- |
| 2003 | Igrzyska afrykańskie       | Abudża         | 3. miejsce        | 51,68 |
| 2003 | Mistrzostwa świata         | Paryż          | el. – 16. miejsce | 56,78 |
| 2004 | Mistrzostwa Afryki         | Brazzaville    | 1. miejsce        | 60,13 |
| 2004 | Igrzyska olimpijskie       | Ateny          | el. – 35. miejsce | 54,45 |
| 2005 | Uniwersjada                | Izmir          | 12. miejsce       | 51,09 |
| 2006 | Mistrzostwa Afryki         | Bambous        | 2. miejsce        | 55,64 |
| 2006 | Igrzyska Wspólnoty Narodów | Melbourne      | 1. miejsce        | 60,72 |
| 2007 | Igrzyska afrykańskie       | Algier         | 3. miejsce        | 54,46 |
| 2007 | Uniwersjada                | Bangkok        | 5. miejsce        | 58,39 |
| 2008 | Mistrzostwa Afryki         | Addis Abeba    | 1. miejsce        | 55,17 |
| 2008 | Igrzyska olimpijskie       | Pekin          | el. – 33. miejsce | 55,58 |
| 2009 | Uniwersjada                | Belgrad        | 1. miejsce        | 62,52 |
| 2009 | Mistrzostwa świata         | Berlin         | el. – 18. miejsce | 56,83 |
| 2010 | Mistrzostwa Afryki         | Nairobi        | 1. miejsce        | 63,33 |
| 2010 | Puchar interkontynentalny  | Split          | 2. miejsce        | 62,21 |
| 2010 | Igrzyska Wspólnoty Narodów | Nowe Delhi     | 1. miejsce        | 62,34 |
| 2011 | Uniwersjada                | Shenzhen       | 1. miejsce        | 66,47 |
| 2011 | Mistrzostwa świata         | Daegu          | 3. miejsce        | 68,38 |
| 2012 | Igrzyska olimpijskie       | Londyn         | 4. miejsce        | 64,53 |
| 2013 | Mistrzostwa świata         | Moskwa         | 6. miejsce        | 63,58 |
| 2014 | Igrzyska Wspólnoty Narodów | Glasgow        | 2. miejsce        | 63,19 |
| 2014 | Mistrzostwa Afryki         | Marrakesz      | 1. miejsce        | 65,32 |
| 2014 | Puchar interkontynentalny  | Marrakesz      | 2. miejsce        | 63,76 |
| 2015 | Mistrzostwa świata         | Pekin          | 3. miejsce        | 65,79 |
| 2016 | Mistrzostwa Afryki         | Durban         | 1. miejsce        | 64,08 |
| 2016 | Igrzyska olimpijskie       | Rio de Janeiro | 2. miejsce        | 64,92 |
| 2018 | Igrzyska Wspólnoty Narodów | Gold Coast     | 3. miejsce        | 62,08 |
| 2019 | Igrzyska afrykańskie       | Rabat          | 3. miejsce        | 53,44 |
| 2019 | Mistrzostwa świata         | Doha           | el. – 17. miejsce | 60,10 |